# Číhošťský zázrak

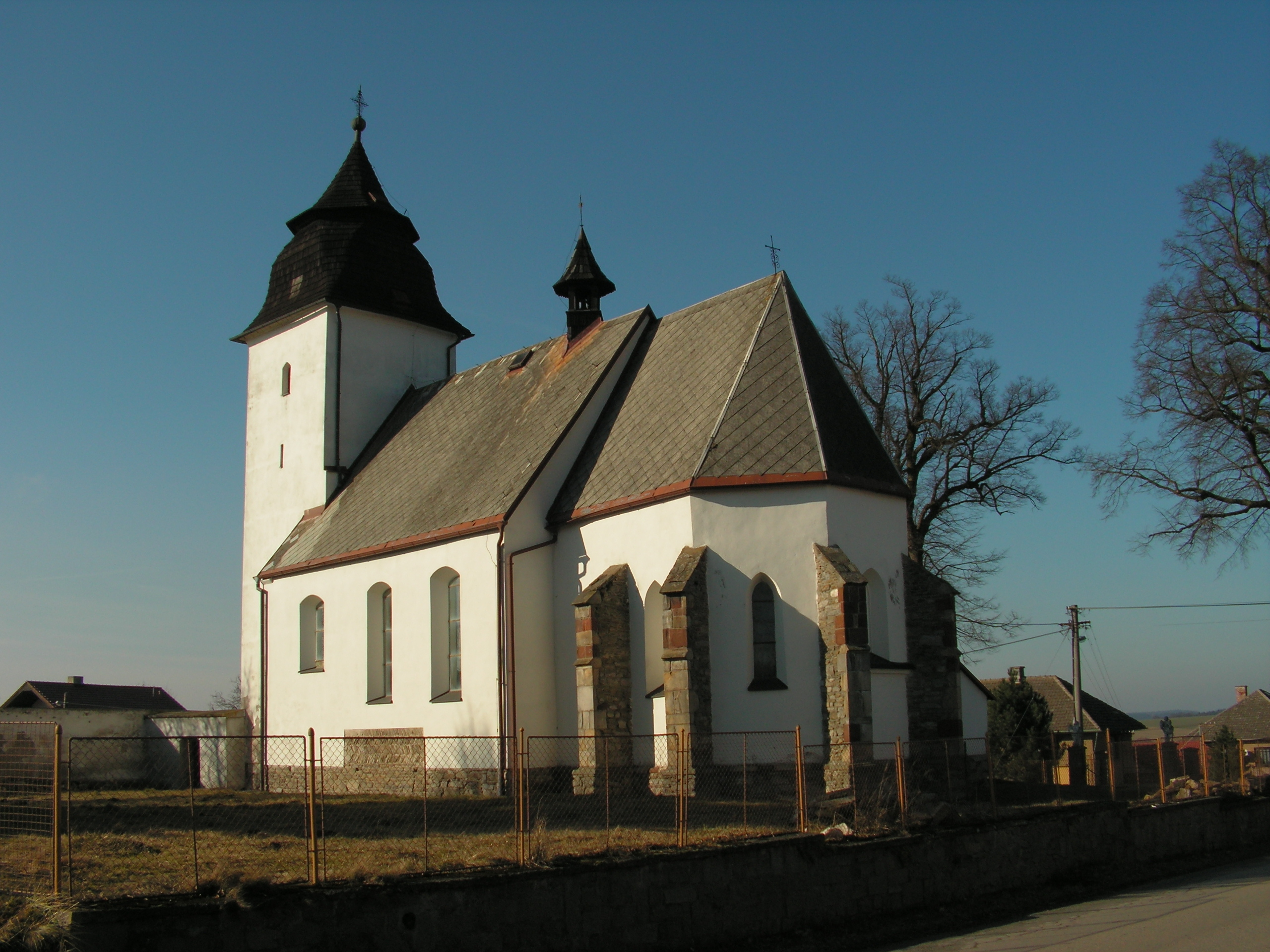
Kostel Nanebevzetí Panny Marie v Číhošti, kde k události došlo

Číhošťský zázrak je událost, ke které došlo v obci Číhošť v prosinci 1949. Při mši svaté o 3. adventní neděli 11. prosince 1949 se několikrát během kázání místního faráře Josefa Toufara pohnul asi půl metru vysoký kříž nad svatostánkem na hlavním oltáři místního kostela Nanebevzetí Panny Marie. Svědků pohybu kříže bylo asi 20. Sám farář se o události dozvěděl od farníků až několik dní poté.

## Zázrak
Dne 11. prosince 1949, na třetí neděli adventní, se v číhošťském kostele při dopolední bohoslužbě a právě během Toufarova kázání, ve chvíli, kdy posunkem levé ruky ukazoval ke svatostánku (pravou ruku měl v době pohybu kříže položenu na hrudi), rozkýval dřevěný oltářní křížek postavený na svatostánku a zůstal stát nakloněn a zkroucen s mírným převisem směrem ke kazatelně. Záhadný úkaz vidělo 20 svědků, sám Toufar nikoliv.

#### První týden po pohybu kříže
Druhý den ráno potkal Toufar jednoho z farníků, kováře Václava Pospíšila, a ten jej informoval o tom, že dva členové jeho rodiny a další farnice viděli při nedělní bohoslužbě pohyb kříže. Toufar byl rozrušen a domníval se o sobě, že je snad nehodný a že to pro něj bylo znamení. Během dne o případu hovořil s varhaníkem a dohodl se s ním, že musí být opatrní, protože nemají jistotu, zdali je tvrzení o pohybu kříže pravdivé. S nikým jiným toho dne až do večera o pohybu kříže nemluvil. Večer jej navštívil jiný farník a informoval ho o tom, že pohyb kříže viděl další farník. Toufar pohybu kříže začal věřit, protože tuto osobu považoval za věrohodnou. V následujících dnech mu ještě několik dalších místních lidí sdělilo, že jev s křížem vidělo. V důsledku toho, že věc již byla po vesnici rozkřiknuta, šel v sobotu 17. prosince 1949 na poradu k ledečskému děkanovi P. Václavu Slavíčkovi, oznámil mu, co se v Číhošti stalo a jak tento jev zapůsobil na místní obyvatelstvo, zejména mu zdůraznil, že v celé farnosti pozoroval depresi a stísněnost u věřících. Pan děkan jej vyslechl, povzbudil ho, poradil mu, jak událost lidem vysvětlit a jak podat hlášení na biskupství.

#### Protokolace události
O týden později, v neděli 18. prosince 1949, zůstal Toufar po kázání na kazatelně a k událostem z minulé neděle uvedl následující: „Víte, co se u nás před týdnem v kostele stalo. Mnozí z vás to viděli, jak se nachyloval kříž. Nemůžete v tom viděti ani zázrak, ani nějaké znamení dobré nebo zlé, protože nám to Pán Bůh neřekl. Víme jenom jedno, že se nachyloval kříž. Nemusíme v tom viděti nějaké neštěstí, protože naše farnost je dobrá a naopak můžeme to považovati za vyznamenání naší farnosti. Pán Bůh nám ukázal, že skutečně mezi námi ve Svatostánku je a jaký má kněz zodpovědný kazatelský úřad, když nejen vy, ale i on sleduje jeho slova.“
Po proslovu Toufar věřící vybízel k ještě větší zbožnosti a k hojnější účasti na bohoslužbách a vyzval ty, kdo zjevení viděli, aby se mu přihlásili, protože s nimi musí zavést protokol, aby mohlo být podáno hlášení na biskupství a záležitost mohla být vyšetřena. Na jeho výzvu se jich přihlásilo celkem 19. Byli různého věku, povolání, sociálního zázemí i vzdělání. Toufar je později navštívil v jejich domovech, vysvětlil jim důležitost události a závažnost jejich prohlášení a zdůraznil, že jejich prohlášení bude pod přísnou přísahou. Každého jednotlivě požádal, aby napsal to, co sám viděl. Z 19 osob to vlastnoručně napsalo 17 osob, dvě zúčastněné to za sebe nechaly napsat, protože se jim třásly ruce a nebyly schopny samy psát.

## Duchovní Toufar obětí StB
O Číhošť se začala zajímat katolická církev a její věřící, místo navštívil například želivský opat Vít Tajovský. Státní bezpečnost zpočátku hlášením o události nevěnovala pozornost, to se však s rostoucím zájmem místních změnilo. Událost měla být zneužita jako záminka k proticírkevním represím a propagandě, na akci dohlížel předseda Státního úřadu pro věci církevní Alexej Čepička. Farář Toufar byl obviněn, že zázrak zinscenoval, večer 28. ledna byl zatčen a dopraven do Valdic. Případ byl svěřen vyšetřovateli Ladislavu Máchovi.
V dalších dnech a týdnech zatýkání pokračovalo, zatčeni byli Vít Tajovský, číhošťský kostelník František Pártl, bohoslovec Jan Zmrhal, svědek pohybu kříže Václav Pospíšil a další.
Při výslechu Toufar odmítl obvinění, že by křížem pohyboval pomocí technického zařízení. V následujících týdnech podstoupil kruté mučení a koncem února pod nátlakem podepsal vykonstruované přiznání o zinscenování „zázraku“ a o sexuálním zneužívání ministrantů. V 90. letech bylo přiznání zpochybněno, znalecký posudek uvádí, že po stylistické stránce text neodpovídá předchozím výpovědím.
V noci z 23. na 24. února byl Toufar ve značně zbědovaném stavu, způsobeném Máchovými vyšetřovacími metodami, dopraven do Číhoště, aby se účastnil „rekonstrukce“. Akce byla filmována a získaný materiál měl posloužit k propagandistickému filmu Běda tomu, skrze něhož přichází pohoršení. Mělo být ukázáno, že farář při kázání kříž rozpohyboval pomocí drátkového zařízení maskovaného květinami (jde však o zásadní chybu scénáře; číhošťský zázrak se stal v adventu, kdy květinová výzdoba v kostele podle liturgických předpisů není povolena). Cestou na kazatelnu musel být zmučený Toufar podpírán, ve filmu byl použit jeho záběr na kazatelně, na ostatních záběrech už byla jeho postava hraná. Natáčení probíhalo v noci, protože farníci se o něm neměli dozvědět.
Toufar byl navzdory svému stavu odvezen téže noci zpět do Valdic. Dne 25. února byl převezen do státního sanatoria v Legerově ulici v Praze, kde byl večer operován kvůli zánětu pobřišnice vzniklého v důsledku prasklého žaludečního vředu. Několik hodin po operaci zemřel.
Byl pohřben v hromadném hrobě kdesi u zdi Ďáblického hřbitova v Praze, kde jeho hrob navštívil arcibiskup Dominik Duka 25. února 2012 před svou kardinálskou intronizací v katedrále sv. Víta, Václava a Vojtěcha. V červenci 2015 byly jeho ostatky po 65 letech převezeny do čihošťské farnosti, kterou Toufar naposledy spravoval, a 12. července byly po slavnostní bohoslužbě za účasti církevních hodnostářů a tisíců věřících uloženy v tamním chrámu Nanebevzetí Panny Marie.
Josef Toufar nebyl jediným postiženým v souvislosti s číhošťskými událostmi – například fotograf Josef Peške, který začátkem ledna pořídil fotografie kříže a oltáře, byl odsouzen ke 13 letům vězení.

## Provokace komunistických rozvědek
Začátkem 50. let začíná ve východním bloku zostřování tzv. třídního boje uvnitř komunistických stran (Stalin: Třídní nepřítel se stáhl do řad dělnických stran!) a proti církvi (Karl Marx: 'Náboženství je opiem lidu!). Komunistické rozvědky potřebovaly proti duchovním pastýřům kompromitující materiály, aby mohly zahájit politické procesy. Podobné protináboženské represe, jaké poznala Číhošť, se zhruba ve stejném období – i když v jiné režii – odehrávaly v Polsku (Čenstochová), Maďarsku (Debrecín) a v NDR (Güstrow). Následky ovšem nebyly ani zdaleka tak tragické, brutální a ostudné jako v Československu.

## Ohlas Číhošťského zázraku v umění
Motivy číhošťských událostí našly ohlas v krásné literatuře. Z básníků je ve své samizdatové skladbě Symfonie XX. století zpracoval Miloš Dvořák, Ivan Diviš v exilové sbírce Odchod z Čech, Miloš Doležal ve sbírce Obec a především Jan Zahradníček ve skladbě Znamení moci a v básni Uctívání kříže ze sbírky Dům strach. Josef Škvorecký na nich založil svůj román Mirákl, Rudolf Ströbinger a Karel Nešvera zase svou knihu Stalo se v adventu. V roce 2004 natočila Česká televize na motivy číhošťských událostí televizní film In nomine patris s Viktorem Preissem v roli Josefa Toufara. Toufarův život včetně okolností číhošťského zázraku podrobně zdokumentoval Miloš Doležal, v roce 2012 vyšla jeho monografie Jako bychom dnes zemřít měli: Drama života, kněžství a mučednické smrti číhošťského faráře P. Josefa Toufara.
Alternativní verzi události v komiksu Fanouš a čihošťský přízrak publikoval Dan Černý v příloze Hospodářských novin Víkend č. 38, 21. září 2012, str. 20. Pohyb kříže byl údajně způsoben nekvalitní prací řemeslníků, kteří při restaurátorských pracích kříž špatně usadili. Nevylučuje se však ani úmysl ze strany StB, jejíž agenti Číhošťský zázrak sami zinscenovali, aby jej mohli využít k represivním akcím proti církvi. V roce 2014 se odkaz na Číhošťský zázrak objevil i v populárním internetovém komiksu Opráski sčeskí historje.
Profesor Jeroným Zajíček, syn odpůrce fašistického a komunistického režimu Františka Zajíčka a někdejší spolužák pátera Josefa Toufara, žijící ve Spojených státech amerických, složil na počest svého popraveného otce a spolužáka mučedníka pátera Josefa Toufara skladbu Pater Noster.
V budově číhošťské fary je přístupná výstava o životě Josefa Toufara a Číhošťského zázraku.

## Galerie

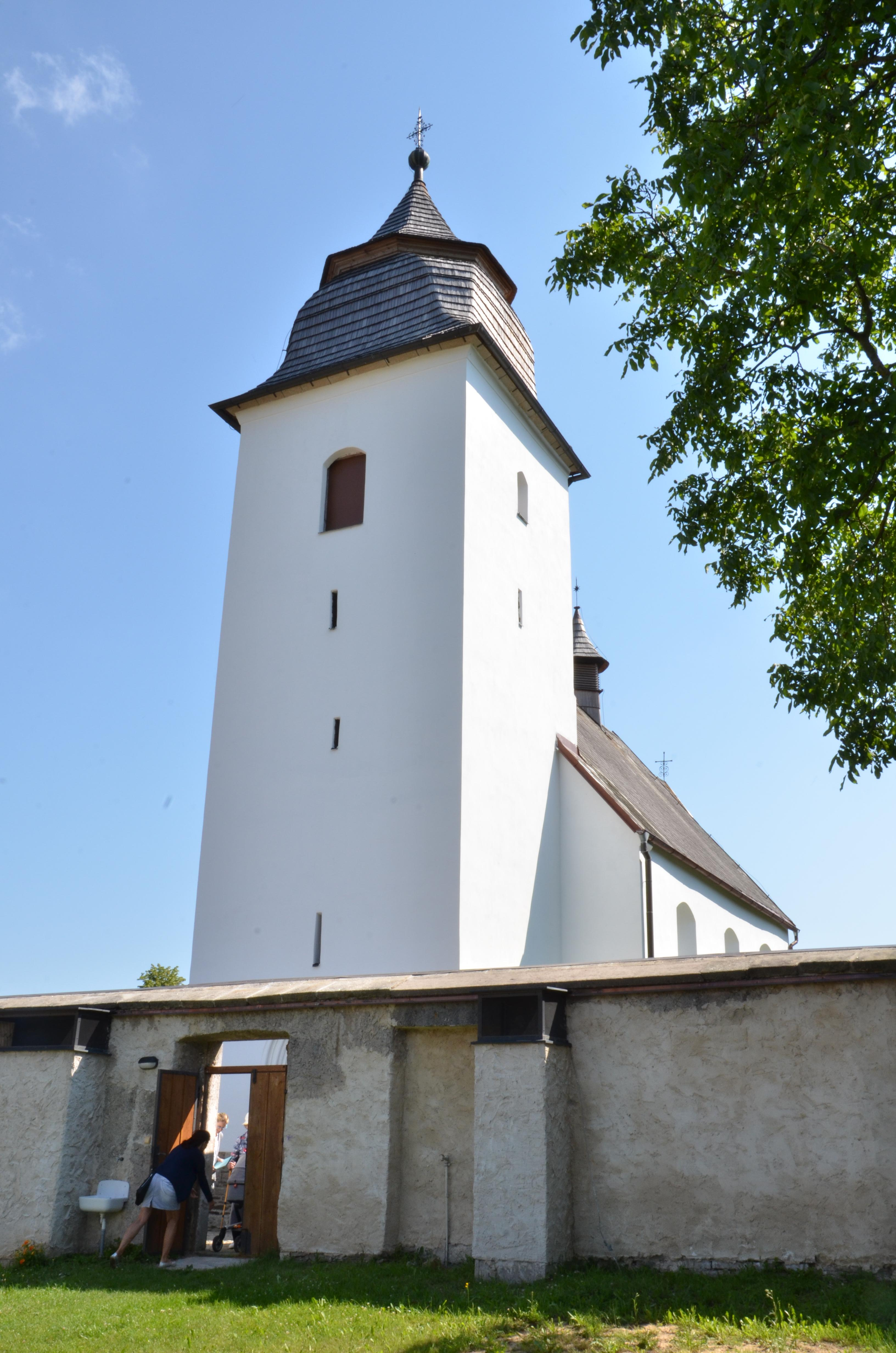
Kostel v Číhošti, kde Josef Toufar sloužil jako farář
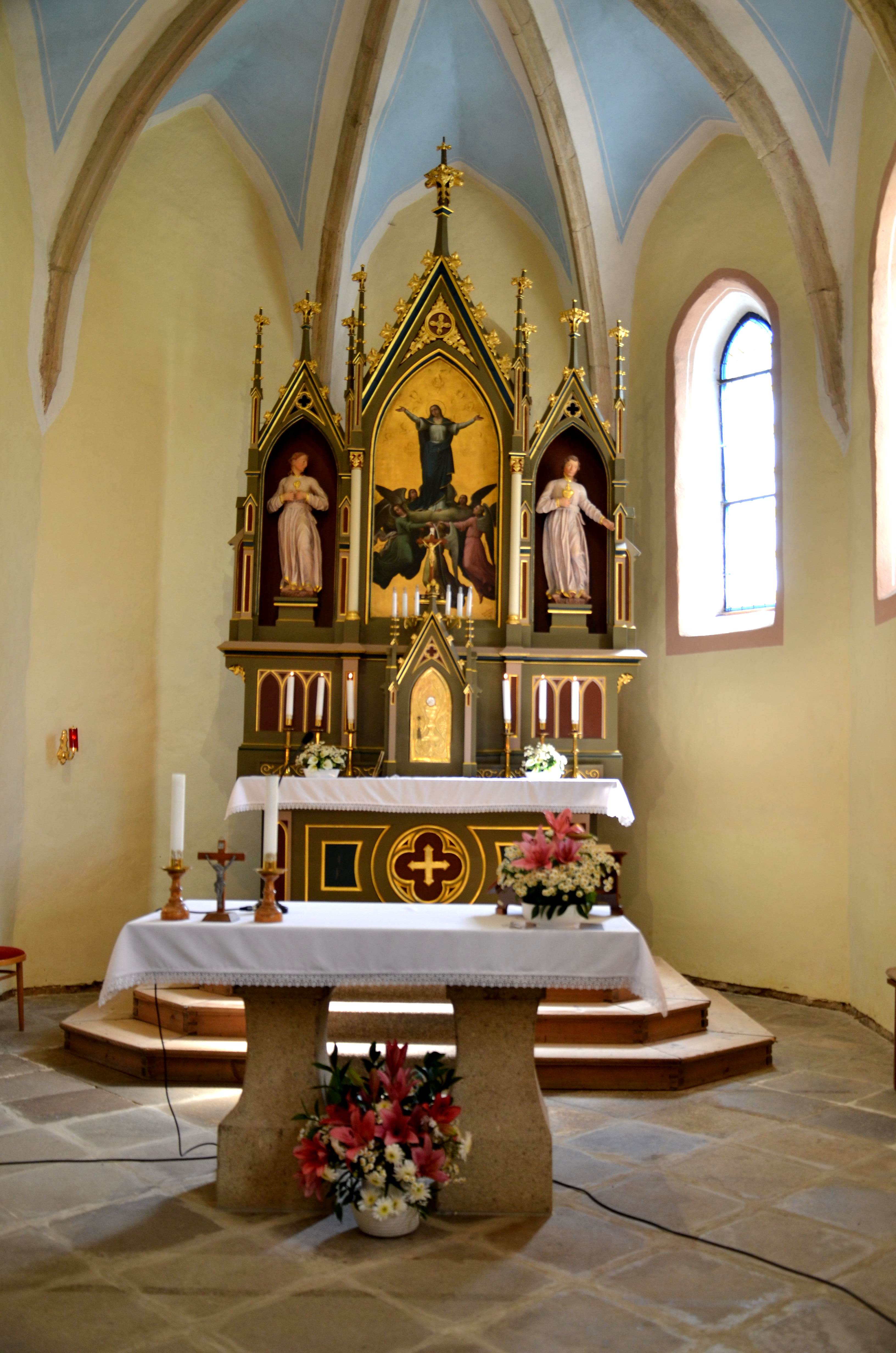
Hlavní oltář kostela v Číhošti
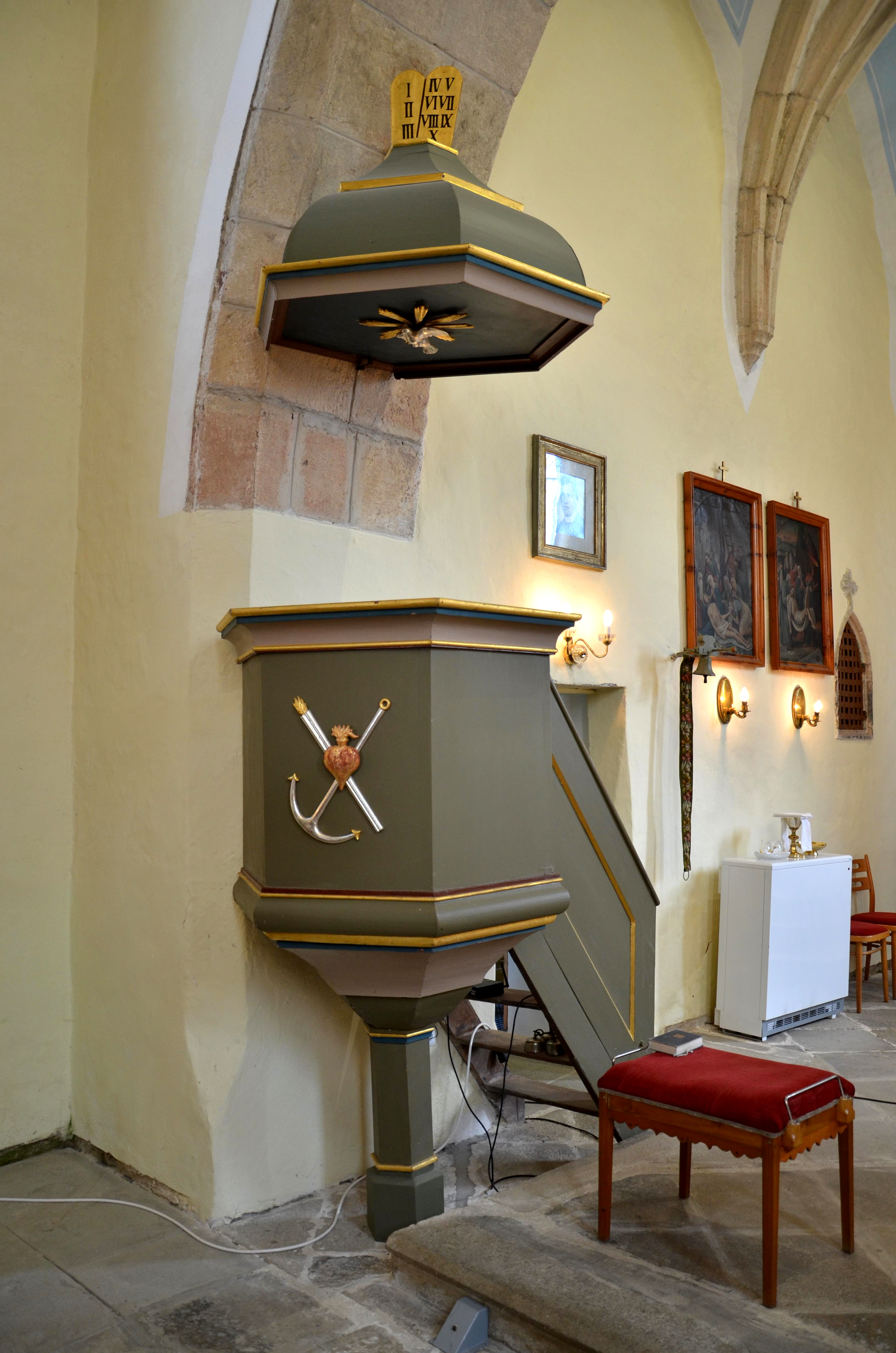
Kazatelna v kostele v Číhošti, odkud Josef Toufar kázal
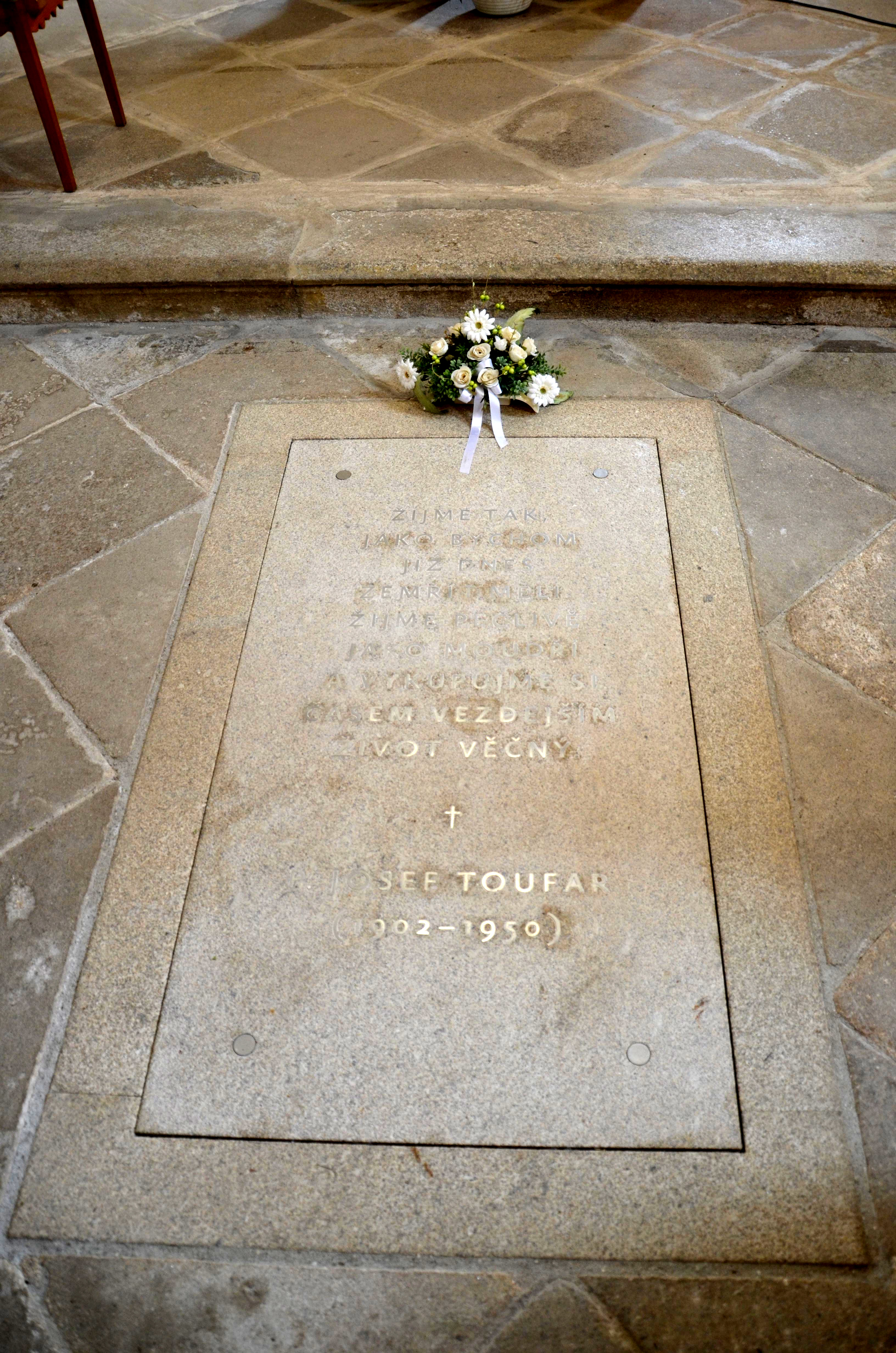
Hrob Josefa Toufara v kostele v Číhošti
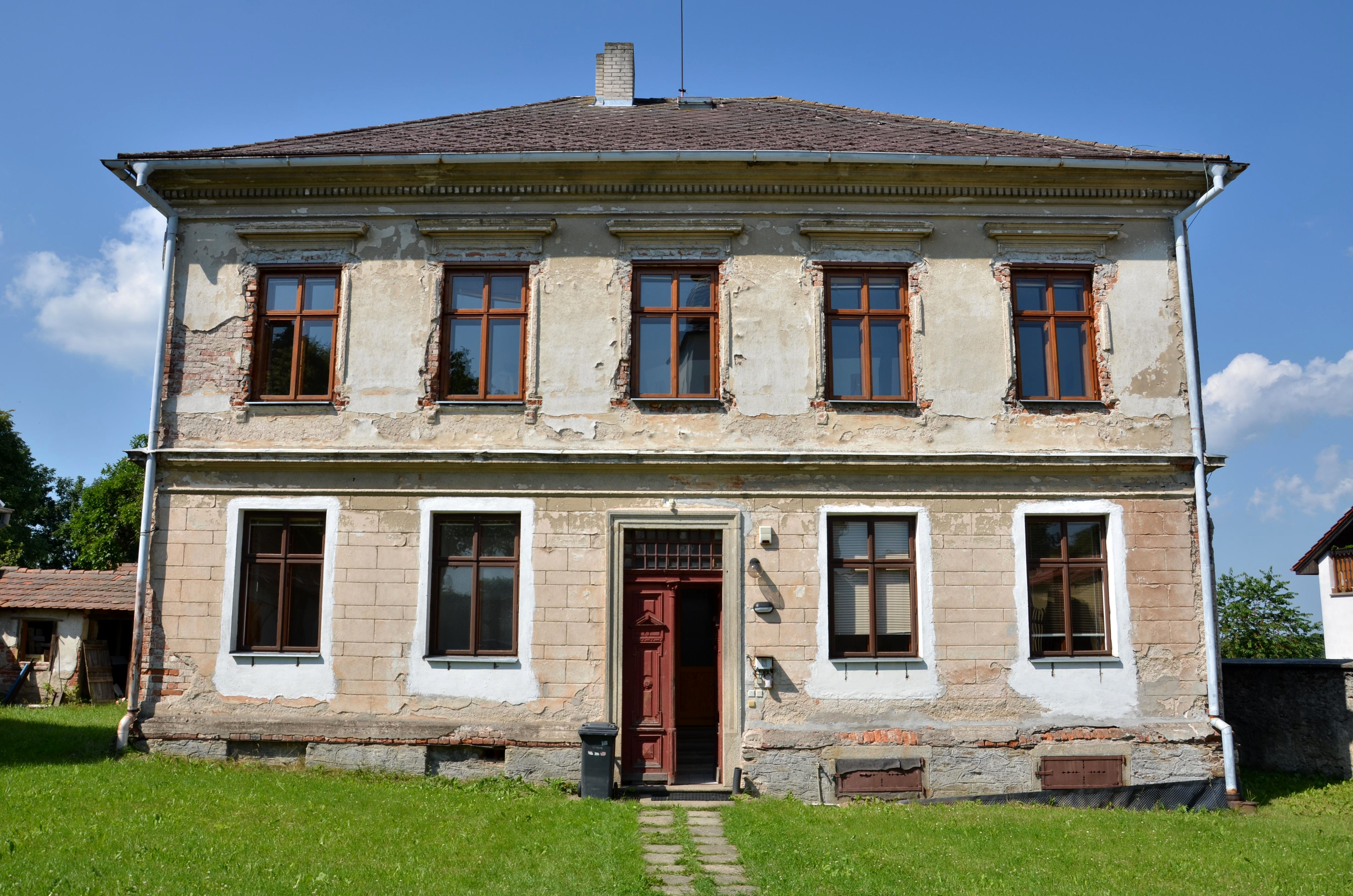
Fara v Číhošti, odkud byl Josef Toufar odvlečen příslušníky StB
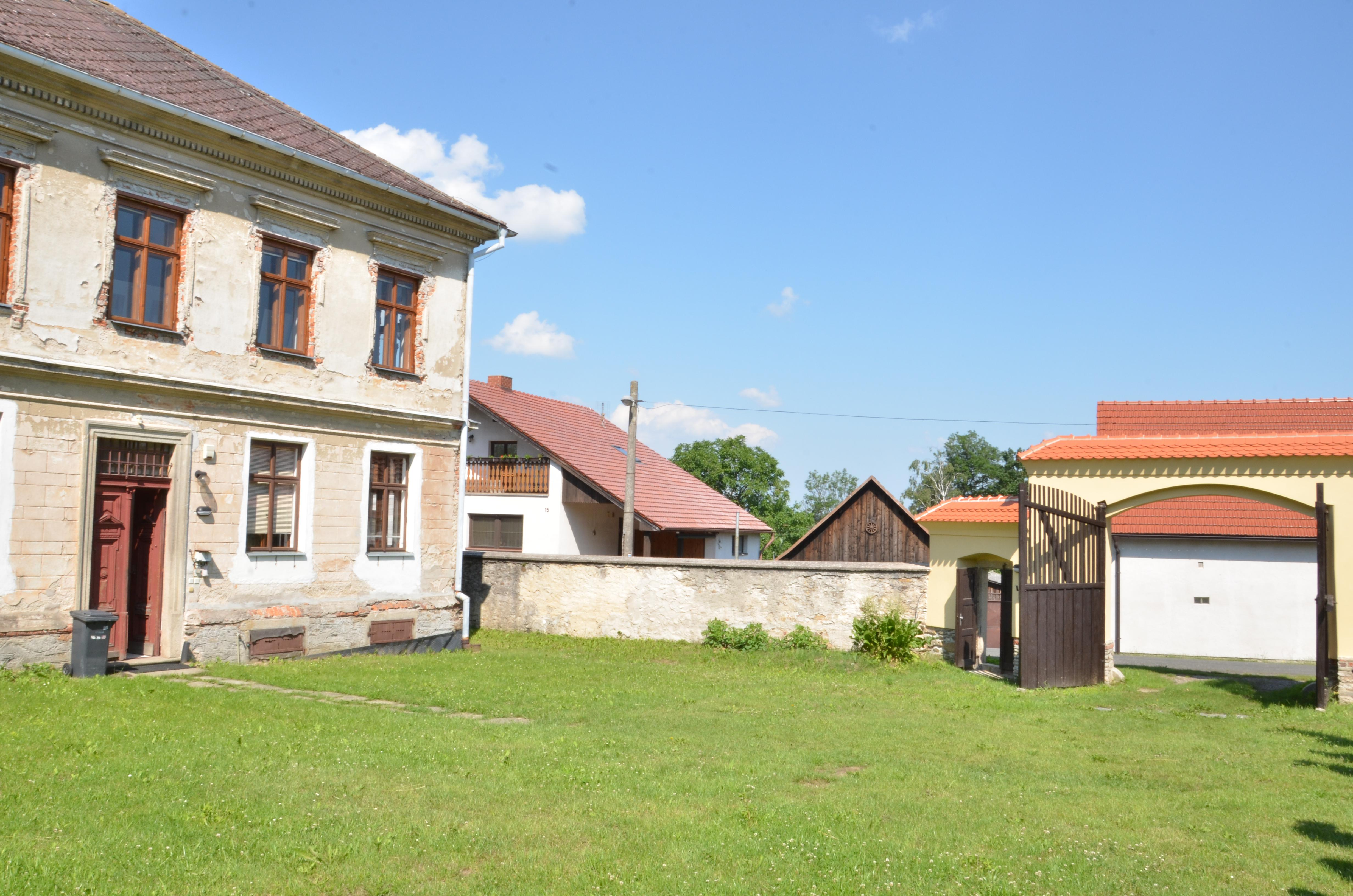
Dvůr fary v Číhošti
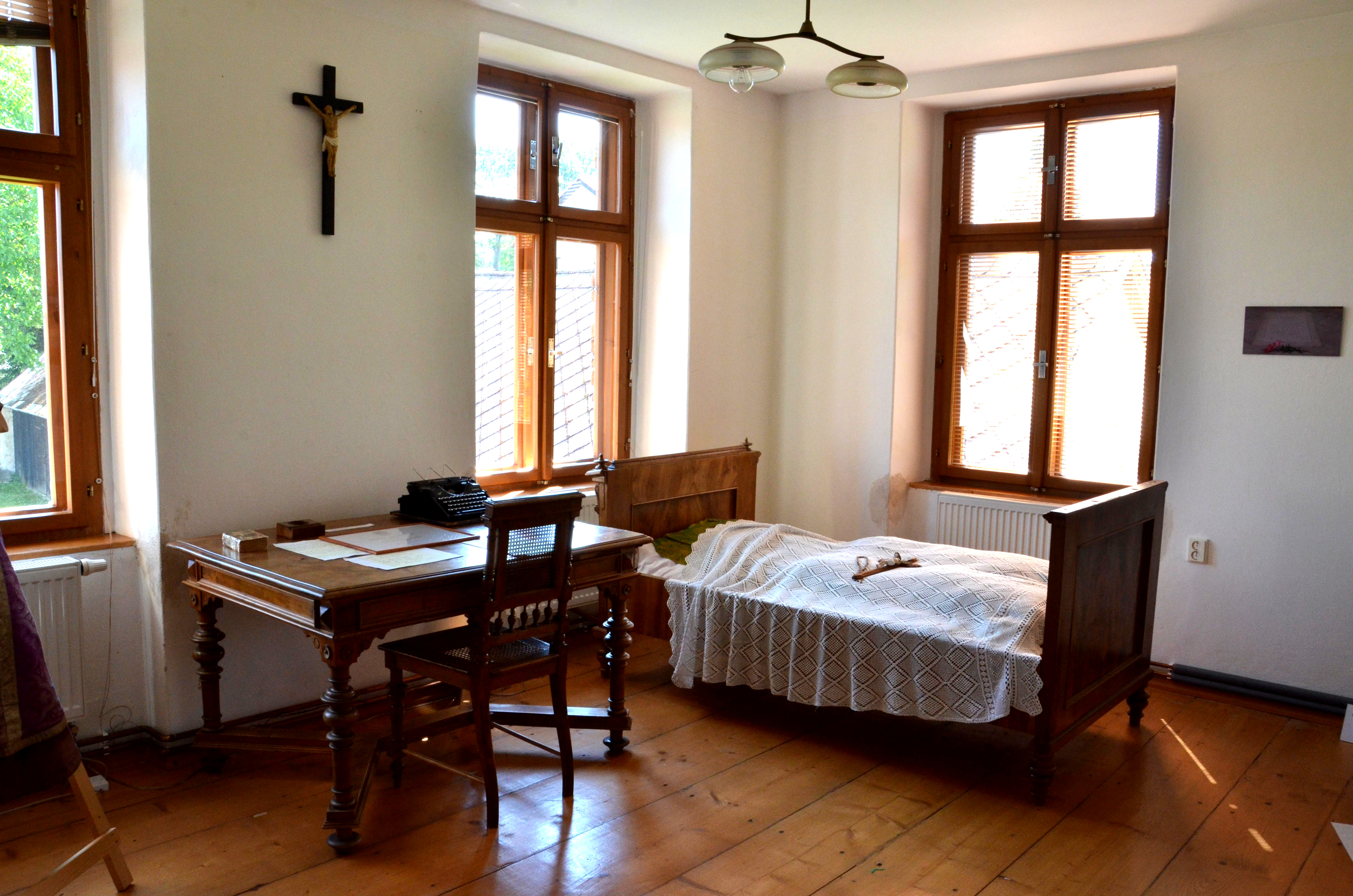
Pokoj Josefa Toufara na faře v Číhošti
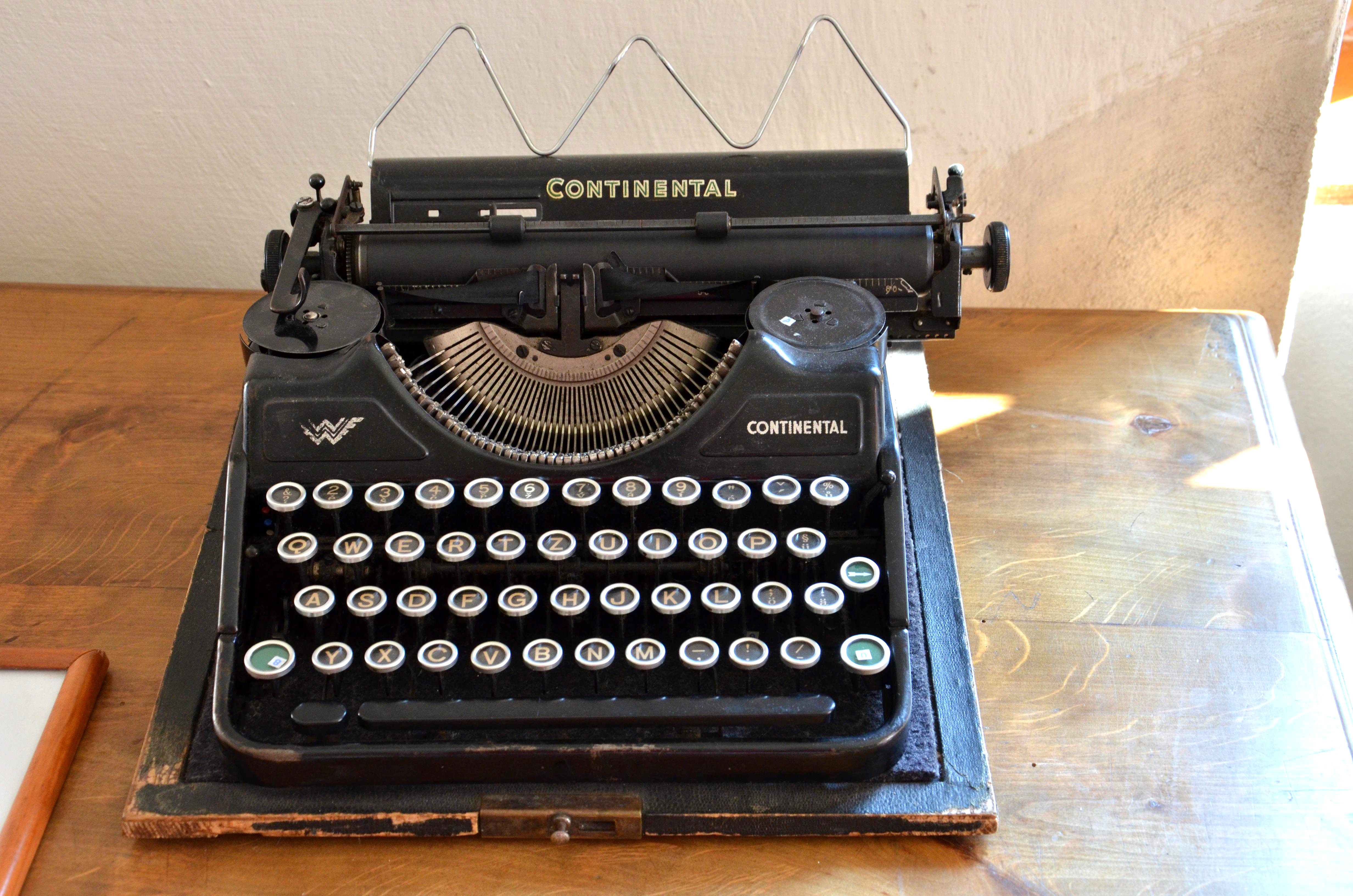
Psací stroj „Continental“ Josefa Toufara na faře v Číhošti
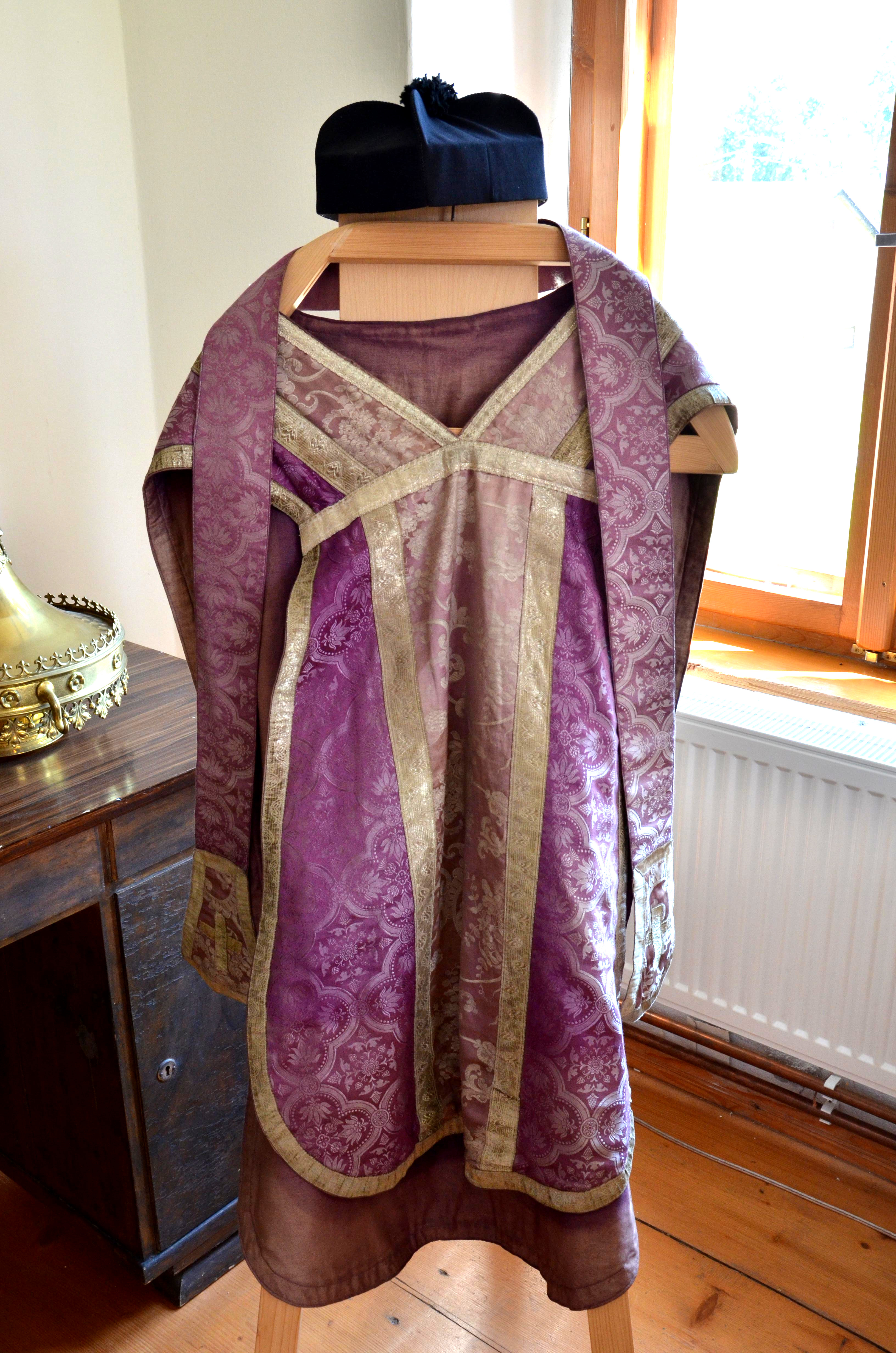
Liturgický oděv (ornát a štola) Josefa Toufara na faře v Číhošti
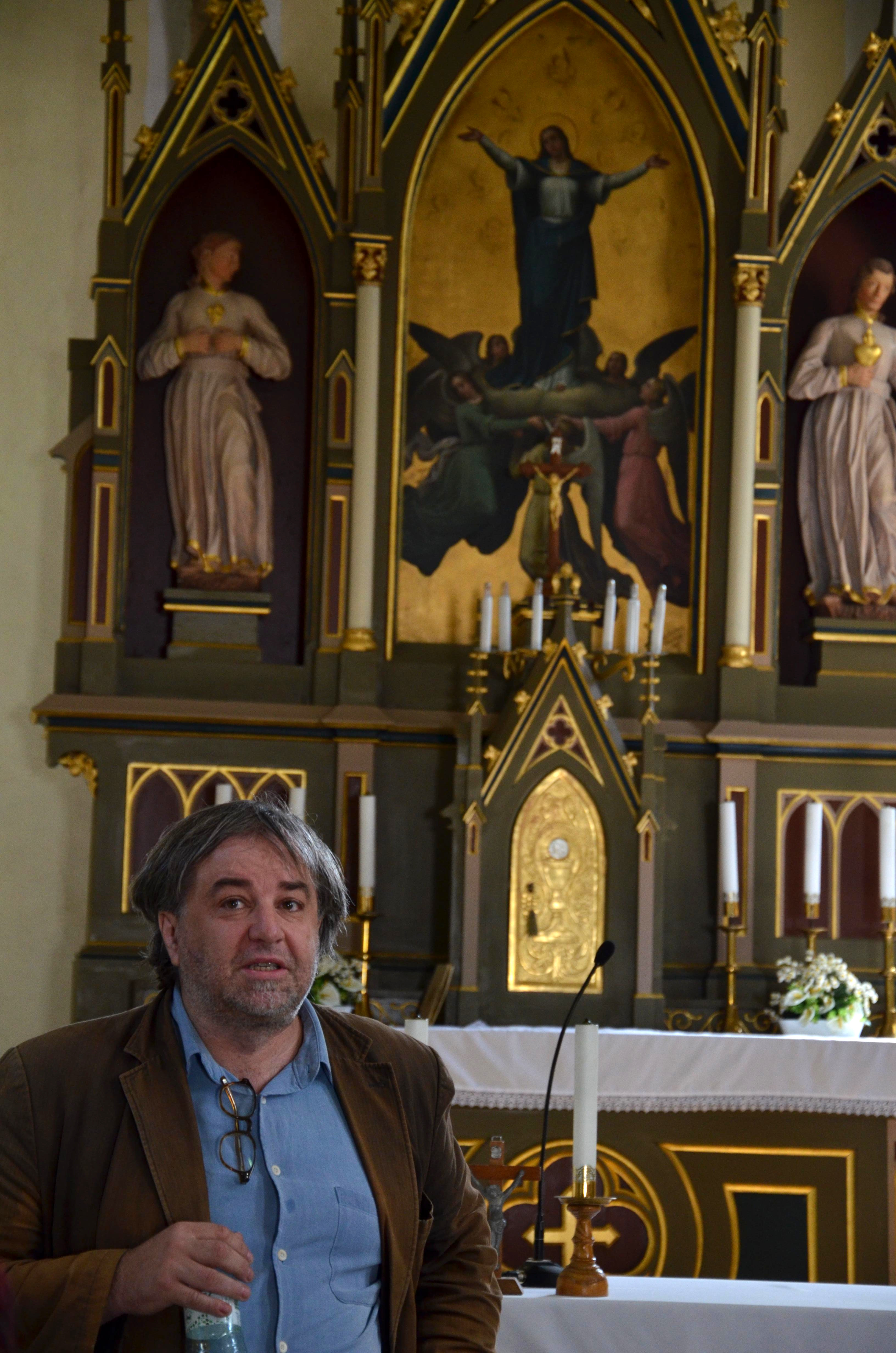
Spisovatel Miloš Doležal, autor knih o Josefu Toufarovi, v kostele v Číhošti